# Trandolapril
Le trandolapril est une molécule de la famille des inhibiteurs de l'enzyme de conversion. Il est utilisé comme médicament pour traiter l'hypertension artérielle et permet d'améliorer la survie après un infarctus du myocarde en cas de dysfonction ventriculaire gauche.

## Développement et commercialisation
Le trandolapril a été développé dans les années 1980 par les laboratoires Hoechst et Roussel-Uclaf sous la référence RU 44570. Il a ensuite été commercialisé par Aventis, entité issue de la fusion de laboratoires précédents.
En juin 2004, les droits mondiaux de fabrication et de commercialisation de ce médicament (à l'exception du Japon) ont été cédés aux Laboratoires Abbott.

## Pharmacocinétique
Le trandolapril est une prodrogue. Dans l'organisme, il est hydrolysé en trandolaprilat qui est le composé actif.

## Grossesse
La prise de trandolapril pendant le deuxième et le troisième trimestre de la grossesse peut causer un dysfonctionnement du rein chez le fœtus ainsi qu'une malformation des os du crâne. Ce médicament ne doit pas être pris pendant cette période de la grossesse.

## Spécialités contenant du trandolapril
- Médicaments contenant du trandolapril commercialisés en France[5] :
  - Odrik ;
  - Tarka (en association avec du vérapamil) ;
  - trandolapril générique des laboratoires Sandoz, Mylan, Qualimed, Ratiopharm et Biogaran.

- Médicaments contenant du trandolapril commercialisés dans d'autres pays :
  - Mavik ;
  - Gopten.